# Grania parvitheca
Grania parvitheca is een ringworm uit de familie van de Enchytraeidae. De wetenschappelijke naam van de soort is voor het eerst geldig gepubliceerd in 1980 door Erséus.